# ジョン・モーリス・クラーク

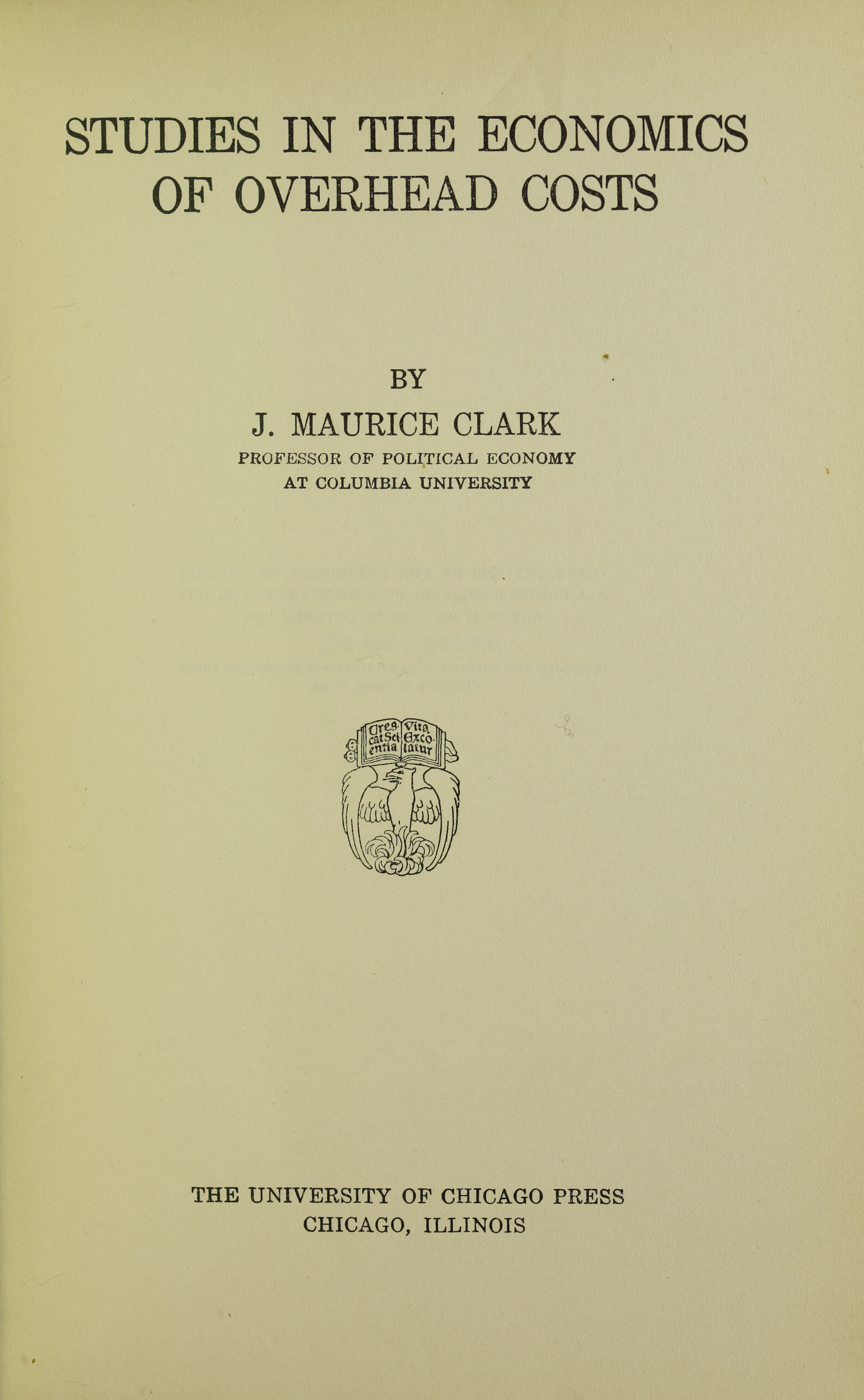
Studies in the economics of overhead costs, 1923

ジョン・モーリス・クラーク（John Maurice Clark、1884年11月30日 - 1963年6月27日）は、マサチューセッツ州ノーザンプトンに生まれのアメリカ合衆国の経済学者。シカゴ学派。コロンビア大学教授。ジョン・ベイツ・クラークの子である。
市場での供給者がたとえ少数であっても、その間で結託その他のカルテル行為が見られなければ、競争は有効で、市場成果は良好になるという有効競争の考えを提出した（完全競争は現実にほとんどあり得ないと考えた）。また、生産財産業と消費財産業の景気のズレから加速度原理の存在をあきらかにし、さらに間接費の研究でも知られる。
コネチカット州ウエストヘイブンにて死去。

## 著書
- Studies in the Economies of Overhead Costs (1923)
- Competition as a Dynamic Process (1961)